# Алания
 Ала́ния (осет.Ирыстон)— средневековое государство алан, в предгорьях Северного Кавказа.
Алания под царской властью существовала с конца IX — начала X века, когда освободилась от хазарской зависимости, до 1230-х годов, пока не пала под нашествием татаро-монголов. Аланская территория простиралась с запада на восток 450 км в длину, а с севера на юг до 120 км в ширину. Христианизация началась в начале IV века, когда Григорий Просветитель крестил  в водах Евфрата аланского царя и супругу армянского царя Трдата III аланскую княжну Ашхен. Широкая миссионерская деятельность в государстве началась в начале X века при Константинопольском Патриархе Николае Мистике и завершилась великим крещением Алании и созданием Аланской митрополии Константинопольской патриархии. Первый архиепископ Аланский Пётр прибыл из Константинополя в 914 г.
В 2022 году в России на федеральном уровне отмечалось 1100—летие Крещения Алании.

## Локализация Алании
Константин Багрянородный (905—959 гг. н. э.) в сочинении «Об управлении империей» сообщал: «Выше Зихии лежит страна, именуемая Папагия, выше страны Папагии — страна по названию Касахия, выше Касахии находятся Кавказские горы, а выше этих гор — страна Алания».
На основании данных арабского автора Аль-Масуди, писавшего о том, что из страны Гумик вступаем в страну алан, многие исследователи отмечают, что равнинные территории алан граничили с территориями кумыков, имеющих ряд сходных с осетинами элементов материальной и духовной культуры.
Столицей Алании был город Магас (Маас), известный по Масуди.

## История Алании

### В античности
В 72 году аланы совершают набег на вассалов Парфянского Ирана — Армению и Мидию. В 135 году аланский рейд в Закавказье, был отражён римлянами, во главе с Аррианом Флавием из Никомедии. В 180-е годы аланы ведут войну с царём Иберии, Амазаспом и нападают на её столицу — Мцхету. В начале III века, аланы в союзе с армянским царём Хосровом I воюют против Ирана. При шахе Шапуре I расширяется зона влияния Сасанидского Ирана до «Аланских Ворот» (Дарьял).
Примерно к 280 году кундаджик («царь») Асхкадар аланский становится отцом дочери по имени Асхен (Ашхен). Она выйдет замуж в 297 году, за царя Армении, Тиридата, который примерно на тридцать лет старше её и станет членом династии Аршакидов. На юге, Сасаниды строят стену от южного побережья Каспийского моря до гор, известная как Кызыл-Алан (хотя более поздние поколения именуют её стеной Александра), и, по-видимому, она была разработана, чтобы предотвратить проникновение алан в Персию через восточное побережье Каспийского моря.
В 330-е годы Аланы в союзе с Санесаном, царём Маскутов, воюют против армянского царя Хосрова Котака. Сасанидские войска напали на Армению, в годы правления там Аршака II, но в союзе с аланами победили их. Гунны ворвались в Скифию и победили аланов, расколов их племена. Вероятно, не имея большого выбора в этом вопросе, аланы вступают в союз с гуннами, следуя за ними, когда они направляются на запад. Некоторым аланским племенам удаётся остаться, мигрируя в долины Северного Кавказа, где они сохраняют свою идентичность. Гунны и те аланы, которые мигрируют с ними на запад, прибывают на территорию к северу от Дуная. В конечном итоге они объединяются в единую сплочённую силу и начинают угрожать Западной Римской империи, уже столкнувшись в битвах с остготами. Превзойдя их, в 376 году гунны и их союзники также побеждают вестготов. Впоследствии, похоже, были отдельные правители у этих, так называемых «западных» аланов. Они являлись частью гуннской конфедерации и впоследствии связались с вандалами. Лидерами этих западных аланов в конце IV века были Белер, Алатей и Сафрак. Возможно это Белеру наследовали Респендиал и Гоар, которые в 406 году покинут гуннов и перейдут на сторону Римской Империи.
Кавказские аланы, которые не последовали за гуннами в Западную Европу в IV веке, стали оседлыми и относительно плохо задокументированы западными источниками. Они занимали территорию равнины Северного Кавказа вокруг истока реки Кубань и Дарьяльского ущелья, а также вдоль северо-западного побережья Каспийского моря. Эти аланы иногда фигурировали, как наёмники Восточной Римской империи или Сасанидов и получили мало других упоминаний. Царём этих аланов в конце IV века был Боз-Уруз. Ему наследовал Сарос (Саросиус), который оставался вассалом Гуннской империи.

### В раннее средневековье
Кандак, как вождь алан, упоминается готским летописцем Иорданом, чиновником из Константинополя, столицы Восточной Римской империи. Он утверждает, что Скирии, Садагарии (совершенно неизвестно) и некоторые аланы со своим вождём Кандаком получают Малую Скифию и Нижнюю Мёзию вдоль западного берега Чёрного моря, недалеко от нижнего Дуная. Предположительно, это произошло после поражения сыновей Аттилы от готов, и Кандак был одним из тех аланов, которые стали римскими федератами. Дед Иордана являлся секретарём Кандака на протяжении всей жизни.
В годы правления в Иберии Вахтанга I Горгасали, «овсы» нападали на его территорию и даже похитили сестру, а также доходили до Гардмана. Вахтанг заключил союз с Вараз-Бакуром, который был братом его матери, михранидского правителя Гардмана, а также с прочими кавкасионскими владельцами и союзниками в виде армии персов и двинулись они в сторону реки Арагви, где стояло войско овсов и союзников их хазар. Ирано-кавказские войска смогли победить и обратить в бегство овсов и хазар, после чего был заключён мир и обмен пленными, произошло это примерно в 450-е или 460-е годы.
В 548 году царь Лазики, Губаз II, заключил союз с аланами и сабирами против Иберии, которая являлась вассалом Сасанидского Ирана. Но уже в следующем году аланы в союзе с иранским полководцем Хорианом (Фарроханом) участвуют в экспедиции против Лазики. В 556 году произошёл очередной конфликт с Лазики, по поводу территориальный спора между аланами и мисимианами, подданными царя Лазики. В 557 году упоминается царь Алании — Сародий, в связи с прибытием из Азии племени авар. В 561 году Византия и Иран достигают соглашения друг с другом, согласно которому аланам и гуннам будет запрещено переходить Дарьял и Дербенд для нападений на византийские территории. В период с 569 по 572 год произошло посольство византийцев во главе с Земархом в Западно-тюркский каганат. Персы при этом попытались подкупить аланов, чтобы с их помощью перехватить Зимарха. У тюркских послов, при возвращении со своей миссии Земарха с ними через аланские земли, возникли напряжённые отношения с царём аланов Сародием. Но уже в 572 году царь аланов Сародий, союзник стратига Армении Иоанна против Ирана. В 576 году предположительно, часть алан, подчинилась тюркским каганам. В это же время или к 578 году, в правление Тиберия, взяты в плен и доставлены в Византию в качестве заложников аланы, как союзники персов. В 580 году аланы уже нанятые византийцами нападают на Иран.
Упоминаются аланы арабским историком ат-Табари, в связи с событиями 560-х годов. В контролируемую Сасанидами Армению вторглись четыре народа — абхазы, банджар, баланджар и аланы. К 571 году, Истеми, тюркский каган, побеждает эти народы и хазаров, которые затем соглашаются служить ему. Учёный А. В. Гадло заключает, что имя «банджар» относится к огурам, а «баланджар» — это персидско-арабская форма имени оногур/утигур. На рубеже VI—VII веков они находились под властью, вероятно, воздавали должное огромной империи Западных Гёктюрков, но, казалось, не предоставляли для империи никакой угрозы или беспокойства. По мере довольно быстрого прекращения этого каганата, аланы снова стали полунезависимыми к середине VII века, хотя они имели некоторый уровень вассального статуса по отношению к могущественной Хазарии, взявшей на себя роль регионального гегемона. В тот же период, по крайней мере, некоторые аланы были отмечены рядом с протоболгарами в Причерноморско-Каспийской степи, возможно, даже считались частью их. Аланы, похоже, были разносторонним народом. Некоторые группы легко могли присоединиться к протобулгарам в степях, очень близко к их исконной родине. Возможно, что страну аланов называли ещё страной Барсалия (земля Барсилов). Их города построены с помощью восточных римлян, чтобы служить буфером против степных кочевников со стороны Каспийского моря. В 668 году Великая Болгария распадается после массивного нападения хазар в период их экспансии во второй половине VII века. Их царь Батбаян и его последователи остаются на своей захваченной земле и вскоре покоряются хазарами. Аланы также являются вассалами хазар, хотя подробности того, как это происходит, не зафиксированы.

### Под властью Хазарии
По сообщению ат-Табари, в 642/643 году арабские войска под командованием Абд ар-Рахмана ибн Раби совершили первый рейд в земли хазар, достигнув Беленджера и Ал-Байда, после чего с большой добычей благополучно возвратились в Дербент. Проблема однако в том, что никто из других арабских авторов не упоминает об этом походе, поэтому многие историки отрицают его достоверность. С другой стороны, подобные стремительные рейды на заре арабских завоеваний были обычным делом. Началась первая арабо-хазарская война. В войну были втянуты и другие страны Кавказа: мелкие владения в Горном Дагестане, которые поддерживали ту или иную сторону в зависимости от обстоятельств, и Алания, на территории которой находился второй стратегический проход через горы. За редким исключением аланы выступали на стороне хазар. В том же 642 году, Худайфа ибн Асад, полководец халифа Умара, проводит военную кампанию в аланских горах. Происходит строительство арабами укреплений в горных проходах Центрального Кавказа. В 645/646 году арабы и хазары вновь встретились на поле боя, когда в битве при Каликале в верховьях Евфрата была разбита византийская армия, в составе которой находился контингент из алан, абхазов и хазар. Вспыхнувшая в 656 году гражданская война заставила арабов сосредоточиться на внутренних проблемах, покинуть Кавказ и прекратить попытки покорить эти земли вплоть до начала VIII века. Однако уже в 662—663 году арабы совершают поход против алан.
С VII века, помимо того, что аланов именовали словом «Алани», были распространены такие вариации, как «Ассы» или «Оссы», особенно в восточных источниках. Структура населения была феодальной с выраженным знатным классом землевладельцев, чьи лидеры могли достичь уровня царя с титулом «алдар» — нечто очень похожее позже использовалось в Венгрии после прихода находящихся под влиянием степей мадьяр (причём аланы, вполне возможно, были один из таких влияющих факторов). В некоторых источниках правители аланов называются ханами — титул, используемый их многочисленными тюркскими соседями на близлежащих степных территориях, в которых в значительной степени доминировали хазары, а затем русы. Во время византийско-сасанидских войн VII века аланы встали на сторону Сасанидов. По всей Алании развивались города, появлялись элементы государственного устройства, устанавливались политические и культурные связи с Византией, Грузией, Абхазией, хазарами и Русью. Появились христианские миссионеры сначала из Константинополя, а затем из Грузии. Христианство было окончательно принято на национальном уровне в X веке, хотя «идолопоклонники» все ещё существовали вместе с христианами. В греческих источниках есть упоминание о царе Алании, принявшем христианство и соответствующее имя: «Властитель Алании Григорий богобоязнен, христолюбив и носит христианское имя, он был крещён».
В начале VIII века, перед тем Лев Исаврианин был послан с дипломатической миссией в Аланию из Византии, с целью подкупить аланов, чтобы они разорвали связи с происламским царством Абхазским. Миссия оказывается успешной. В последующие годы развязывается вторая хазаро-арабская война, которая затрагивает и Аланию, её царь Итаз выступает как вассал Хазарии против Халифата. Так в 715 или 720 году при халифе Умаре II, происходит вторжение арабов в Аланию. После нескольких лет затишья, новая фаза войны началась в 722 году. Годом раньше, в 721/722, хазары воевали с аланами, что заставляет предполагать наличие каких-то трений между союзниками. В связи с обострением арабо-хазарской войны хазары заняли горные перевалы, ранее контролировавшиеся аланами. Алания попала в политическую зависимость от каганата, чтобы избежать ига более жестоких арабских завоевателей. Византия, нуждавшаяся в союзе с Хазарией против арабов, вынужденно с этим согласилась. Возможно конгломерат тюркоязычных хазар и местных алан в горах дал начало этногенезу, приведший к современным карачаевцам и балкарцам. В 722—723 году союзные войска хазар и алан разгромили армию арабов под главенством полководца Табита ал-Нахрани.
В феврале-марте 722 года 30-тысячная хазарская армия вторглась в Армению и нанесла сокрушительное поражение мусульманским войскам. В ответ халиф Язид II послал одного из лучших своих полководцев, Джарраха ибн Абдаллаха аль-Хаками, вместе с 25-тысячной сирийской армией против хазар. Войска Джарраха изгнали хазар из Армении, захватили Дербент и напали на Беленджер. Хазары пытались защитить город, окружив его кольцом из связанных повозок, но арабам удалось его прорвать и 21 августа 722 года они ворвались в город и разрушили его. Часть населения бежала на север, а пленные были утоплены в окрестной реке. Сам же правитель Беленджера бежал и укрылся в Семендере, но после того, как Джаррах отдал ему захваченных в плен жену и детей, вернулся и признал власть арабов. Арабская армия захватила много добычи, и солдаты получили большие денежные суммы. Тем не менее, основные силы хазар ещё не были разбиты, и возможность их нападения заставила арабов отказаться от захвата Семендера и отодвинуть войска обратно в Закавказье. В ответ хазары двинулись на юг, но в феврале 724 года Джаррах нанёс им сокрушительное поражение в длившейся несколько дней битве между реками Кура и Аракс. Вскоре после этого Джаррах провёл ещё несколько удачных кампаний на Кавказе, захватив Тифлис и превратив в арабских вассалов Иберию и алан, напав на которых, покорили их и обложили подушной податью. Во время этих походов он стал первым арабским полководцем, пересёкшим Дарьяльское ущелье, и открыл тем самым мусульманским войскам новый путь в земли хазар. Хазары пересекли Кавказ по Дарьяльскому ущелью (по др. данным также через Дербент и иные проходы) и, обойдя арабское войско, осадили Ардебиль — главный город Азербайджана, в стенах которого жило около 30 тысяч человек. Успеху хазар способствовало то, что они были хорошо осведомлены о местонахождении арабских войск — такую информацию им предоставил правитель Грузии. Как только Джаррах узнал о вторжении, он отступил в Закавказье, двинулся на Ардебиль и атаковал хазар. После двухдневного сражения, произошедшего 6—8 декабря 730 года, хазары под предводительством сына кагана — Барджиля практически полностью уничтожили 25-тысячную арабскую армию. После этого они взяли город и рассеялись по стране для грабежа, дойдя до Диярбакыра и Мосула, расположенных совсем недалеко от Дамаска, столицы Омейядского халифата.
После множества боестолкновений между хазарами и арабами, Хазария и Византия возобновили свой союз против арабов, скрепив его в браком византийского царевича Константина, сына императора Льва III Исавра, и дочерью кагана Вирхора принцессой Чичак в 733 году. Несмотря на взятие Дербента, халиф был не доволен действиями Масламы и в марте 732 года заменил его на своего брата Марвана ибн Мухаммада, в будущем ставшего последним правителем Омейядского халифата. Завершив покорение Закавказья, Марван начал наступление на Хазарию. Войска были разделены на две части: 30-тысячный отряд под командованием наместника Дербента, Асида Зафита ибн аль-Суларни, пересекли Каспийские ворота, в то время как основные силы, возглавляемые лично Марваном, вторглись в земли хазар через Дарьяльское ущелье. Оба отряда вновь встретились у Семендера, после чего отправились на север, и, согласно арабским источникам, захватили Ал-Байда, волжскую столицу Хазарии. Саму же хазарскую армию арабы настигли на берегах «Славянской реки» — Волги (по другим оценкам — Дона). В начавшемся сражении пали 10 тысяч хазар и их военачальник, Хазар-тархан, ещё около 7 тысяч попало в плен. В результате каган сам запросил мира, принял ислам и признал себя вассалом Халифата. Кроме того, арабы привели к себе на родину много хазарских и славянских пленников, которые были расселены в Закавказье. Согласно арабскому историку аль-Белазури, 20 тысяч славян было поселено в Кахетии, хазар же переселили в Лезгистан. Однако, славяне вскоре убили своего арабского наместника и бежали на север, но Марван нагнал их и всех перебил. В 736 году арабы посылают силы в землю аланов, которым удаётся разрушить тамошние форты. Однако продолжающиеся набеги убедительно свидетельствуют о том, что захватчикам не удалось создать плацдарм внутри Алании. Сопротивление аланов, возможно, при постоянной поддержке хазар, было ожесточённым.
Поход Марвана в 737 году стал кульминацией арабо-хазарских войн, но фактически он не повлёк за собой каких-либо серьёзных последствий. Хазары перестали совершать крупные набеги на арабов, но признание ими арабского господства и принятие каганом ислама очевидно было номинальным или носило кратковременный характер. Марвану удалось нанести Хазарии сокрушительное поражение, но он не имел сил для длительного контроля над её землями, а потому хазары сохранили свою независимость. К тому же сам факт принятия каганом ислама оспаривается: аль-Белазури сообщает, что ислам принял не каган, а лишь знатный хазарин, который был переселён в Лезгистан для управления поселёнными там хазарскими пленниками. Кроме того, около 740 года хазары приняли иудаизм, стремясь подчеркнуть свою независимость как от христианской Византии, так и от мусульманского Халифата. Тем не менее, какими бы ни были последствия этой кампании, хазарские набеги на Омейядский халифат действительно прекратились на несколько десятилетий. Арабы же продолжали военные действия на Кавказе до 741 года и направлены они были в основном против мелких северокавказских владетелей. Однако эти кампании имели в основном грабительский интерес и не несли целей завоевательного характера. Несмотря на успех в войнах с хазарами, граница Омейядов стабильно установилась в районе Дербента. Арабские расходы на эту войну были очень велики и они были просто не в состоянии их возместить. Кроме того, необходимость держать в Дербенте большой гарнизон ещё сильнее истощила и без того перегруженную сирийскую армию, на которую и опирался режим Омейядов. В конце концов, именно ослабление сирийской армии стало одной из важнейших причин падения Омейядского и рождения Аббасидского халифатов в результате гражданской войны 740-х годов. В 758 году происходит последнее известное серьёзное нападение арабов на Аланию. Арабский генерал захватывает и удерживает «Врата Аланов», но как долго — неизвестно. В результате союза аланов с хазарами последние становятся повелителями аланов. Ситуация одинаково хорошо служит аланам, поскольку два народа совместно защищают свою территорию.
Считается, что после трёхсот лет вассального подчинения гуннам, гектюркам и хазарам, но все ещё остававшимся серьёзной силой, в VIII веке, аланы сливаются в небольшое, но довольно мощное царство, известное как Алания. Аланы процветали на Северном Кавказе, даже будучи порабощёнными хазарами. К IX веку они были в процессе отказа от своего конного и степно-кочевого образа в пользу более оседлого образа жизни в качестве земледельцев и скотоводов. Это не означает, что к X веку они все ещё не могли собрать 30 000 всадников, как отмечает арабский историк Аль-Масуди. Их столица находилась в Магасе (также известном как Маас), хотя его точное местонахождение неизвестно. В Ингушетии есть современный Магас, основанный в 1995 году и названный в честь древней столицы, но это не доказывает правильность его расположения. В основном аланы занимали часть Кавказской равнины и предгорья главной горной цепи от истоков реки Кубань и её притока Зеленчук (на западе) до Дарьяльского ущелья (на востоке). Масуди обобщённо располагает Аланию между Абхазией и Сариром.
В середине IX века имело место ещё одно столкновение между хазарами и арабами, подробности которого, однако, почти не известны. Закавказские владения Халифата в этот момент были охвачены восстанием, причём в нём участвовали не только армянские князья, но и арабские наместники, такие как эмир Тифлиса (он и многие другие влиятельные мусульмане принадлежали к оппозиционному движению мутагаллибов). Причиной возмущений стал непомерный налоговый гнет. Для подавления мятежа халиф ал-Мутаваккиль снарядил 120-тысячное войско, во главе которого был поставлен полководец Буга ал-Кабир (Буга Старший), сам хазарин по происхождению. В 852 году он успешно подавил большинство очагов сопротивления в Армении, а затем в августе 853 года взял Тифлис, при этом в городе заживо сгорели 50 тыс. жителей. После этого на Бугу напал абхазский царь Феодосий, но потерпел поражение и отступил в сторону Алании. Преследуя его, Буга двинулся к Аланским воротам, путь к которым лежал через владения славящегося своей воинственностью и непокорностью горного племени санарийцев (цанаров) в пределах современной Кахетии. С призывом о помощи горцы обратились к трём правителям: владетелям Византии, хазар и славян. То, что произошло дальше, не совсем понятно. Источники говорят об упорной, но безуспешной попытке арабов разбить санарийцев (по сообщению Товмы Арцруни, между ними произошло 19 сражений), и сообщают, что Буга не смог попасть в Аланию из-за обильного снегопада и падежа коней, который поразил арабское войско. Однако, по-видимому, Буга всё же перешёл Кавказ и достиг Хазарии. Лаконичная запись в «Хронике Ширвана и Дербенда» утверждает, что Буга победил хазар и алан и взял с них джизию — подушную подать, которую арабы взимали с неверных. Этот же источник сообщает, что тогда же наместник Дербента Мухаммед б. Халид предпринял набег на неверных в окрестностях города. Грузинская летопись и Белазури, ничего не говоря о самом факте столкновения, сообщают под следующим, 854/855 годом, что Буга привёл с собой 100 семей алан и 300 семей хазарских мусульман. Хазары были поселены в городе Шамкор, который пребывал в запустении, с тех пор как столетие назад его разрушили восставшие савиры — кочевники, переселённые при таких же обстоятельствах. Белазури называет этих хазар «мирными». Некоторые историки интерпретируют это как указание на то, что они были не военнопленными, а добровольными переселенцами. Например, Артамонов предположил, что они спасались от религиозных гонений в Хазарии. Несмотря на успех, Буга вызвал опасение у халифа в намерении сговориться с соплеменниками, и в 856 году был отозван из Закавказья. К 857 году Аланы уже оправляются от этого удара.
Арабо-хазарские войны остановили арабскую экспансию в Восточную Европу, установив северный предел владений Халифата по линии Большого Кавказского горного хребта. В то же время война оказала пагубное влияние и на Хазарию: массы аланского населения бежали со ставшего опасным из-за постоянных военных действий Кавказа в Крым, на Дон. Хазары перенесли свою столицу из дагестанского Семендера в поволжский город Итиль, подальше от владений мусульман.
Аланы и хазары вновь объединяются, на этот раз, чтобы победить возглавляемую Византией коалицию, нацеленную против хазарского царя Вениамина. К этому времени хазары постепенно теряют контроль над своей бывшей империей, сталкиваясь с неопределённостью, вызванной приходом Руси в Киев. Конкретно коалицию Византии составили кочевые племена «асиев», «турку» и «пайнил». Для защиты от этой коалиции Вениамин обратился за помощью к аланам, издавна состоявшим или под властью хазар или в союзных отношениях с ними. Хазарам удалось отбить врагов, и Византия на первый раз не достигла своей цели. В изложенном сообщении Кембриджского анонима «пайнил», по Артамонову, несомненно означают печенегов, «турку» — гузов или узов, именуемых в русской летописи торками, а «асии», по всей вероятности, представляют асов или ясов, также неоднократно упоминаемых летописью. Особого внимания заслуживает противопоставление асиев аланам, так как считается, что оба эти наименования относятся к одному и тому же народу, в данном случае представленному разными частями, локализованными в разных местах. В конце IX века предводитель Алан Бакатар, был союзником царя Абхазии Баграта I против грузинского царя Адарнасе II. Константин III, царь Абхазии, пытался расширить своё влияние на Аланию, поддерживая их христианизацию, которая происходила в период с 905 по 915 годы, в том числе обращение аланского царя в христианство, при посредничестве эксусиаста Абхазии. Началась миссия Петра, архиепископа Алании, по христианизации страны.
В начале X века, византийцам удаётся вовлечь аланов в восстание против своих союзников и повелителей, хазар. В результате войны аланский царь-христианин попадает в плен, и они терпят поражение. Однако Царь Хазарии Аарон II, не желая превращать соседа в постоянного врага, не стал его наказывать, а оказал почётный приём и взял его дочь в жёны своему наследнику Иосифу. После этого события аланы примерно в то же время отказались от христианства, изгнав византийских миссионеров, а именно в 931 году. Хазарское господство над ними возобновляется. Ибн Руста в начале X века (903—913) свидетельствует, что царь аланов носит название «багаир», так же грузинские источники с V по XIII века дают им название «бакатар».
Георгий II, царь Абхазский, был известен как пропагандист православного христианства и покровитель христианской христианской культуры. Он помог утвердить христианство в качестве официальной религии в Алании, завоевав благодарность Константинополя. В частности в 932 году, цари Алании и Абхазии, совершают поход в Закавказье с целью защиты армян-халкидонитов. Степанос Тароне в своей истории сообщает: «князе Апхазов, вышедшим из земли Сарматов», увы не записывая христианского имени, но возможно языческого — Бэр/Бэл/Бар/Бал — если не в нарицательном смысле, а в прямом, то это имя может иметь иранскую этимологию, восходящей к корню «bala-», «bara-», что означает «сила, сильный» или из древнеиндийского «bala-» «сила, мощь, жизненная сила». С осетинского языка «bal» это «группа, партия; отряд, шайка», которое В. И. Абаев возводит к «baria-» от «bar-» — «ездить верхом», то есть «конная военная партия». Эквивалентом имени «князя сарматов» Бэла могло быть имя Амбалан, сохранившееся в Зеленчукской надписи, которую большинство датирует 941 годом, по другой версии XI—XII веками.
В 943 Алания заключает союз с Сариром. А в 944 году их совместные войска с русами атакуют Ширван. В 945/959 году впервые письменно упоминается титул эксусиократора Алании.

### Период независимости
После падения Хазарии в 968 году, от ударов Святослава и Огузов, Алания начинает плодотворные отношения с Грузией, часто предоставляя этому царству войска для защиты. Альянс завершился королевским браком между царём Алании и царицей Грузии около 1193 года.
Киевский князь Владимир назначает своего сына Мстислава князем Тмутаракани. Это важный торговый порт, который контролирует керченский пролив, который ведёт от Чёрного моря к Азовскому морю. Это, вероятно, также даёт ему контроль над ясами и касогами, которые были завоёваны около 965 года, а также может обеспечить некоторое взаимодействие с соседней Аланией. В восточнославянских хрониках аланы не упоминаются, но археологические раскопки в регионе подтверждают идею торговли между ними.
В начале XI века, аланская принцесса Альда, выходит замуж за царя абхазов и грузин Георгия I. Она упоминается как «дочь царя овсов», при этом «овсы» — это грузинское обозначение алан. Её имя Альда (греч. Ἀλδή) известно из современных ей византийских источников. Византийский хронист Иоанн Скилица, подкрепляя свои слова грузинскими летописями, писал, что Альда, «жена Георгия… аланской расы» сдала «очень сильную крепость Анакопию» императору, который удостоил её сына Дмитрия звания магистра. После смерти Георгия и вступления в регентство его первой жены, при своём несовершеннолетнем сыне Баграте IV, Альда и её сын Дмитрий бежали в Византийскую империю. Дмитрий провёл почти 20 лет в попытках захватить грузинский престол, поддерживаемый в своей борьбе могущественным князем Липаритом Клдекарским и византийцами. Он умер около 1053 года. После этого, по свидетельству грузинского историка XVIII века князя Вахушти Багратиони, сын Дмитрия Давид был увезён своей бабушкой (то есть Альдой, не упомянутой по имени) в Аланию, где его потомки процветали, создав местную «царскую» линию, из которой происходил Давид Сослан.
В 1029 году, Урдуре, Царь Алании, пересёк кавказский хребет и вторгся в Кахетию, опустошив при этом Тианети. Царь Кахетии Квирике III нанёс поражение его войскам в битве, сам Урдуре пал в том бою.
В 1032—1033 году аланы участвовали в союзе с Сариром и Русами в очередном походе против Ширвана, закончившийся неудачно.
В 1060-е годы Грузия использовала аланские отряды в своих битвах с мусульманами на Южном Кавказе. Теперь алано-грузинское сотрудничество закрепилось, когда аланы вторглись в союзную мусульманам Албанию (Шеддадидский эмират) и напали на Гянджи. Аланов возглавлял их царь Дорголел. Союз был скреплён бракосочетанием грузинского царя Баграта IV с дочерью царя Алании — Бореной, сестрой Дорголела. В 1070-е годы император Византии Михаил VII Дука, женатый на Марии, дочери Борены и Баграта, нанимает алан; отряд из шестисот аланов под командованием византийцев сражается в 1071 году против турок-сельджуков (под главенством братьев Комнинов), а ещё шесть тысяч человек в 1074 году сражаются против норманнов (мятеж Русселя) в Италии. Это сотрудничество длится недолго, потому что аланам плохо платят. Михаил Дука вскоре женит одного из братьев Комнинов, а именно Исаака, на Ирине, дочери правителя Алании, кузине своей жены, Марии.
Во время вторжения на Эпир норманнского князя Боэмунда Антиохийского, Росмик, эксусиократор Алании, был на службе у Византии для защиты в 1107—1108 годах. Ставший императором не без помощи Марии Аланской, Алексей I Комнин, чей старший брат Исаак женат на кузине Марии, вновь нанимает алан, для отражения турок-сельджуков. Примерно в 1130 году в Дербенте прибывает Абу Хамид аль-Гарнати. В своём труде он перечисляет языки народов, среди которых — аланский, асский, тюркский и персидский — сообщая, что это разные языки.
В середине XII века, Худдан, царь аланов, выдал свою дочь Бурдухан, замуж за грузинского царевича Георгия. Видимо с этим было связано путешествие Ибн ал-Азрака в Аланию с грузинским царём Деметре I, отцом Георгия. Примерно тогда же, император Мануил I Комнин, в очередной раз нанимает аланов, для отвоевания итальянских владений.
В 1173 году объединённые силы алан, русов-бродников, половцев, аварцев и дербентского эмира Бек-Барса в очередной раз напали на Ширван, когда там правил Ахситан I. Русы на 73 судах атаковали Баку. На помощь Ахситану пришли его двоюродные братья — царь Грузии и император Византии и помогли ему отбить нападение.
В 1185 году аланские наёмники участвуют в обороне и при взятии Фессалоников против сицилийских норманнов. В ходе третьего крестового похода, в 1189 году, близ Филиппополя, крестоносцами германского императора Фридриха I Барбароссы был уничтожен корпус аланских наёмников.
Как было выше упомянуто, в 1193 году (или в 1184 году) царь Алании, по имени Давид Сослан, женится на царице Грузии — Тамаре, и становится её соправителем. Захват Константинополя в 1204 году стал «успехом» Четвёртого крестового похода, и в городе к власти пришли латинские императоры. Византийцы уходят в Никею, но конкурирующие претенденты также установили владения в Трапезунде и Эпире, так что в какой-то момент на византийский престол претендуют не только греческие династии, а также государства Болгария и Сербия. Близкие союзники Константинополя по смешанным бракам и торговле, в частности Алания, сильно пострадала от этой катастрофы. В 1207 году Давид-Сослан умирает, впоследствии власть аланов переходит к Владиславу.

### В эпоху татар
Монголы под предводительством генералов Джэбэ и Субэдэй впервые встретились с аланами в 1222 году. На территории восточной Алании вблизи нынешней Ханкалы они столкнулись с союзом кыпчаков и алан, который они разгромили, сговорившись с кыпчаками.
В 1222 году монголо-татары совершают вторжение на Кавказ. После падения грузинского царства, аланы оказали ожесточённое сопротивление монгольскому вторжению, в результате которого они были изгнаны из своих долин, но в остальном непобеждены. Они остаются лагерем в горных крепостях, продолжая совершать набеги на территорию последующих татарских правителей Волги и частично возвращаясь к кочевому образу жизни. Однако некоторые аланы порабощены и служат монголам в различных обличьях. В 1227 году Золотая Орда унаследовала власть над регионом. В 1236 году венгерский монах описывает анархию в Алании, где «много вождей во многих деревнях, а цари бессильны». В 1229 году началось покорение аланов ордой монголо-татар Угэдэя.
В 1236—1237 году, Качир-Укуле, эмир асов, был схвачен татарами и казнён по приказу хана Мунке на берегах Волги. В 1239 году монголо-татары взяли штурмом Магас — столицу Алании. Весной 1239 года от огромного войска, осаждавшего город Магас, столицу Алании, отделился отряд под командованием Букдая и повернули в сторону Дербента. Изучение источников показывает, что монгольская власть во многих районах Северного Кавказа не была продолжительной. В середине XIII века, со слов Плано Карпини здесь имелись земли, «доселе ещё не подчинённые им», то есть монголам, а Рубрук (он писал о положении дел в 1253—1255 гг.) среди непокорённых народов называет зихов, черкасов, аланов и лезгов. «Аланы и черкесы», писал он, «борются против татар», и «некие сарацины, именуемые лесгами, равным образом не подчинены татарам».
В период с 1243 года по 1269 год, грузинский царь Давид VII Улу, внук Давида Сослана, женился на аланке Алтун. В 1253—1255 году Де Рубрук видел алан в столице Империи Татар, в Каракоруме. В 1259 году при хане Мункэ, завершилось покорение алан, после чего несколько аланских семей были переселены в Китай, где они стали наёмниками на службе у династии Юань, для военных действий в Китае. В 1261 году аланы были уже посредниками по дипломатическим отношениям между мамлюкским султаном ал-Маликом ал-Захиром и Берке, ханом Золотой орды, через аланских купцов. За 1263/64 год Ибн ал-Захир сообщает об аланских поселениях в Крыму. В 1277—1278 году хан Менгу-Тимур, совершает экспедицию против алан. Центром аланского сопротивления Ордынской окуппации был город Дедяков, названный в русской летописи «славным градом ясьскым». В походе на алан участвовали и русские князья со своими дружинами. Летопись упоминает, что они «полон и корысть велику взяша, а супротивных без числа оружием избиша, а град их огнем пожгоша». Уже в 1280 году аланы служат ордынскому беклярбеку Ногаю, а ещё позже, около 1290 года, аланский царевич Пареджан участвует в походе на Грузию. Во время междоусобицы в Орде, аланские купцы пострадали в Каффе во время разграбления города монгольским вождём Ногаем, чей сын, Джуге, уже в следующем году проводит набор войска в «стране аланов». В начале XIV века под предводительством Багатара, аланы совершают нападение на Грузию. Ещё в 1292 году ему удалось взять город-крепость Гори с окрестными поселениями на предгорной равнине. Этим он попытался восстановить аланскую государственность, фактически утраченную в горах Кавказа. В 1306 году Ос-Багатар погиб. После его смерти грузинскому царю Георгию V Блистательному на фоне ослабления позиций монголов удалось объединить грузинских феодалов и, среди прочих достижений, вернуть контроль над Гори, а также в последующие годы разгромить и изгнать остатки алан в Закавказье.
Несмотря на то, что аланы держались и обновили свою репутацию, как прекрасных воинов, самое позднее, к концу XIII века, они были окончательно покорены, а столица в Магасе была разрушена. Они подпадают под власть татар и сражаются за них под руководством Тохтамыш-хана из Великой Золотой Орды против Тимура. Тимур побеждает в 1395 году, ненадолго овладевая Кавказом и уничтожая большое количество аланов. Часть выживших вытесняются дальше на юг, на горы Кавказа, и начинают интегрироваться с коренными кавказцами. На опустошенные и покинутые территории Алан, ушедших в горы, в XV веке продвинулись племена адыгов, обретя здесь свою новую родину — Большую Кабарду.
Предкавказские территории Алании в дальнейшем были заняты адыгами, на этих территориях возникло политическая единица под названием — Кабарда.

## Религия

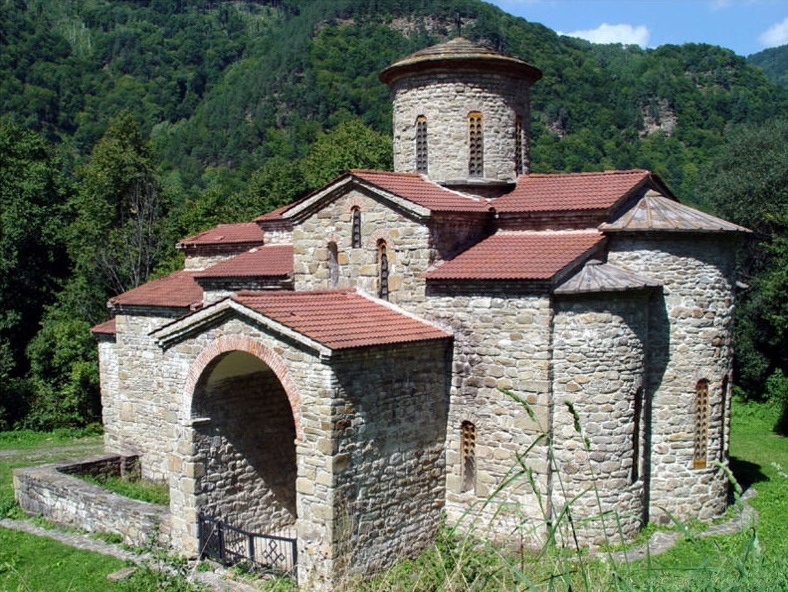
Северный Зеленчукский храм (X в.). Нижне-Архызское городище. Карачаево-Черкесия.

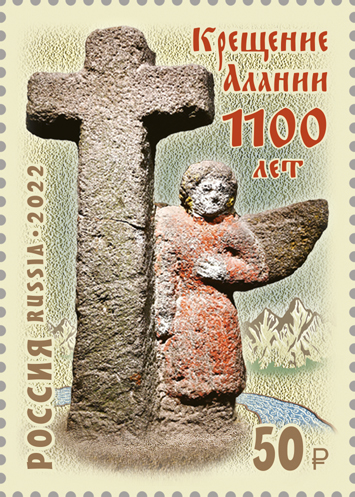
Почтовая марка. 1100 лет Крещения Алании

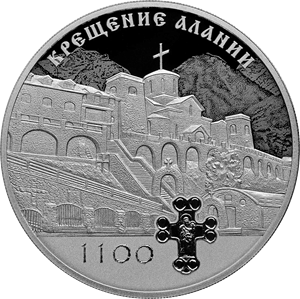
Монета Банка России — Серия: Исторические события 1100-летие крещения Алании

Согласно Дмитрию Ростовскому, апостол Андрей Первозванный, проповедуя христианство в I веке, посетил «страну Аланов».
Монография кавказоведа академика Н.Я. Марра «Крещение армян, грузин, абхазов и аланов святым Григорием (арабская версия)», подтверждает, что крещение святым Григорием Просветителем царя Армении Трдата III, царей абхазов, грузин и алан произошло в начале IV века. Во время поездки на Синай в 1902 г. в библиотеке монастыря святой Екатерины учёный изучил арабскую рукопись, посвящённую мученичеству святых Григория и Рипсимии (арм. Рипсимэ).
Рукопись гласит:
«И когда исполнилось тридцать дней, и клир был в соборе у него, то он (Григорий) взял весь народ и повёл к реке Евфрату около царева города, называемого Багаваном: число их было триста семьдесят тысяч, царь Тиридат, царь абхазов, царь аланов и все князья и главы народов и племён и все их подвластные и множество слуг, и мужчины, женщины и дети.〈...〉Григорий, стоя на берегу реки, велел им снять с себя одежды, прежде всего царю Тиридату, и с ним трём царям и его князьям и освятил их миром и крестом. В это время сделалось чудо, ибо река перестала течь и затихла, волны остановились; он возложил руку на их головы, погрузил их в воду священной десницей троекратным погружением и крестил их во имя Отца, Сына и Святого Духа».
Супругой армянского царя Трдата III, провозгласившего христианство государственной религией Армении в 301 году, по свидетельствам многочисленных армянских источников, была аланская царевна, а позже армянская царица Ашхен (арм. Ašxen — от аланского имени Æxsinæ; xsin — «госпожа»). Первое упоминание о царице встречается у средневекового армянского историка Мовсеса Хоренаци, назвавшего имя её отца, аланского царя Ашхадара. Ашхен сыграла важную роль в решении царя Трдата III сделать Армению христианским государством. Супруга царя и его сестра Хосровидухт крестились первыми. Таким образом Ашхен стала первой в истории христианской царицей. Впоследствии она оказала значительное содействие в распространении христианства на территории всей страны. Царица Ашхен и сестра царя Хосровидухт канонизированы Армянской апостольской церковью.
В Аланском царстве осуществлялась православная миссионерская деятельность.
В 916 г. Константинопольский Патриарх Николай Мистик создал Аланскую митрополию. В этот период христианство не смогло прочно утвердиться в Алании. Ибн Руста (ок. 290 г.х./903 г.) пишет: «Царь аланов (malik al-Lan) — христианин в сердце, но все люди, населяющие его царство, — язычники, поклоняющиеся идолам». В 932 г. аланский царь неудачно воевал против Хазарии и под её давлением на время выдворил из страны христианских священников, присланных из Византии.
Однако с середины X века Алания значительно сблизилась с Византией, Абхазией, Грузией и другими православными государствами.
Феодор Аланский в письме к Герману II, написанным им примерно в 1225 г., повествует: «Аланы христиане только по имени. Если же где и есть часть Иакова, то враг и там посеял плевелы… Устами они исповедуют, едва смею сказать, во спaceниe, ибо не веруют сначала сердцем в правду». Спустя некоторое время, со слов Никифора Григора «…, когда царь [Михаил Палеолог возвратился в столицу, некоторые из массагетов, живущих за Истром [совр. Дунай], тайно присылают к нему посольство. Их вообще называют аланами». Однако ни о каких аланах проживающих за Истром Феодор Аланский, следовавший из Никеи, не говорит, повествуя только об аланских общинах в Херсоне на Боспоре.
То же описывали и более поздние свидетельства: в 1253 г. Гильом Рубрук засвидетельствовал, что «аланы или асы» исповедуют христианство и «всё ещё борются против татар».
Венецианец Иосафат Барбаро, проживший в Тане с 1436 по 1452 год, отмечал, что аланы — «христиане и были изгнаны и разорены татарами».
На территории южных провинций Алании до сих пор сохранились православные храмы VIII—IX вв. На территории северных провинций также есть ряд старых храмов.

## Правители Алан на Кавказе

### Вожди
- Анавсий (I век н. э.)[118]
- Базук и Амбазук (I век н. э.)[118][119]
- Баракадр (I век н. э.), соправитель[118]
- Датиан/Дадиан/Гигиан (I век н. э.)[118]
- Сусаг (II век), придонских алан предводитель[118]
- Кизо (II век)[118]
- Перош/Пероз/Ферош (III век)[118]
- Асхкадар (конец III века[17] — начало IV века)[118][119]
- Сар (IV век), предводитель[118]
- Кандак (IV век)[118]
- Белер, Алатей и Сафрак (ок.375)[17][118]
- Боз-Урус (конец IV века)[17]
- Сарос (Саросиус) (V век)[17]
- Аудак и Ферох (V век)[118]
- Багатар (середина V века)[118]
- Барлах (V век)[118]
- Саросиус (Сародий, Сарой) (третья четверть VI века)[16][118][119]
- Пародий (рубеж VI—VII)[119]
- Григорий (VII век)[27][28][29][30][31][119]

### Цари Алании
- Итаз (Итаксий)[119] (ок.715-736?)[17][118]
- Италис[119]
- Бенгдур[119]
- Менгчур[119]
- Алан-Бакатар/Багатар I[119] (последняя треть[16] IX века)[118]
- Атан (X век)[118]
- Бэр/Бэл/Бар/Бал (Амбалан?[81][82][83][84][85]) (930-е годы)[77][78][79][80]
- Эксусиократор Давид (ок.965)[120]
- Атон (XI век)[118]
- Урдур (до 1029 года)[16][94][118]
- Эксусиократор Гавриил (X век[119] или с 1029 года), сын предыдущего[121]
- Константин Аланский (ок.1045)[119]
- Эксусиократор Дорголели/Дургулели Великий (1060-е годы[16])[17][118], сын Гавриила[122]
- Эксусиократор Константин (последняя треть XI века[123][124]), младший брат или сын предыдущего[125][126][127]
- Эксусиократор Оросмик (в крещении — Андрей)[128][129] (начало XII века)[16]
- Эксусиократор Иоанн Хотеситан (XII век)[130], идентифицируется с Худданом[131][132]
- Эксусиократор Худдан (ок.1150)[17][118], идентифицируется с Иоанном[131][132]
- Суарн (ок.1170)[17]
- Атон, сын Давида, внука Дорголела
- Джадарон (XII век)[118], сын предыдущего
- Давид Сослан (до 1207 года)[17], сын предыдущего
- неизвестные правители
- неизвестный по имени правитель, из династии Аксасарп’акаиани или из рода Ахсартагата[133][134]
- Пареджан, князь[118] или царевич (конец XIII века)[16], сын предыдущего[119]
- Ос-Багатар II (XIII век/1291-1306)[118], брат предыдущего[119]

### Ордынский период
- Ханхуси (ок.1250)[17]
- Георгий/Джиргон (рубеж XIII—XIV веков), предводитель алан[119]
- Шоша, предводитель алан[119]

### Князья Алании
- Аргун (XIII век)[118]
- Арслан (XIII век)[118]
- Бадур (XIII век)[118]
- Бибил (XIII век)[118]
- Бодар (XIII век)[118]
- Джадар (XIII век)[118]
- Матарша (XIII век)[118]
- Тукар (XIII век)[118]
- Фидар (XIII век)[118]
- Хубил (XIII век)[118]
- Хуордз (XIII век)[118]
- Амсаджан (XIV век)[118]
- Кадгин/Катигин (XIV век)[118]
- Тогай/Токай (XIV век)[118]
- Буриберди и Буракан/Бурукан(конец XIV века)[118][119]
- Кула и Тауас (конец XIV века)[118][119]
- Пулад (конец XIV века)[118][119]
- Ростом (XV век)[118]

### Цари не кавказской Алании
- Кинтал (XII век), царь алан-русов[118]
- Владислав (начало XIII века)[17]
- Качир/Качир-Укуле (до 1237 года), вождь асов[16][118]
- Индиабу (XIII век), аланский правитель в Приазовье[119]